# Сибутрамін
Сибутрамін (лат. Sibutramine) — пригнічувач апетиту, похідне амфетаміну, психостимулятор, що посилює відчуття ситості. Діє як інгібітор зворотного захоплення серотоніну-норадреналіну, схожий на трициклічний антидепресант. До 2010 року він широко продавався і призначався як допоміжний засіб при лікуванні ожиріння разом з дієтою та фізичними вправами.
Препарат пов'язаний із збільшенням серцево-судинних захворювань та інсультів і його використання заборонили в 2010 році в кількох країнах та регіонах, включаючи Австралію, Канаду, Китай, Європейський Союз, Гонконг, Індію, Мексику, Нову Зеландію, Філіппіни, Таїланд, Велику Британію і Сполучені Штати. Однак препарат залишається доступним у деяких країнах.
В Україні сибутрамін з червня 2010 року віднесено до психотропних речовин і препарати з ним підпадають під дію закону «Про обіг в Україні наркотичних засобів, психотропних речовин, їх аналогів і прекурсорів», а операції з ними можливі лише на підставі відповідної ліцензії
Сибутрамін було розроблено у 1988 році компанією Boots (Ноттінгем, Велика Британія) і вироблявся та продавався Abbott Laboratories під різними торговими марками, як-то Reductil, Meridia, Siredia та Sibutrex. FDA в 2010 році зажадало від виробника в інструкції із застосування вказувати, що сибутрамін не можна застосовувати пацієнтам, які мали будь-коли серцево-судинні захворювання.
Станом на 2018 рік FDA все ще знаходило сибутрамін у понад 700 дієтичних добавках, які продаються як «природні», «традиційні» або «трав'яні засоби».

## Фізичні властивості
Сибутраміну гідрохлориду моногідрат — кристалічний порошок від білого до кремового кольору. Розчинність у воді: 2,9 мг/мл за pH 5,2. Коефіцієнт розподілу (октанол/вода): 30,9 (pH 5,0). Молекулярна вага 334,33.

## Медичне використання
Сибутрамін використовується для придушення апетиту з метою досягнення схуднення при лікуванні пацієнтів з ожирінням. Комплексна підтримуюча терапія при аліментарному ожирінні з індексом маси тіла від 30 кг/м² і більше або з індексом маси тіла від 27 кг/м² і більше, але за наявності інших факторів ризику, зумовлених надлишковою масою тіла (цукровий діабет тип 2, дисліпопротеїнемія).

## Обмеження до застосування
- Епілепсія, моторно-вербальний тик (мимовільні скорочення м'язів, порушення артикуляції)
- дитячий та літній вік (безпека та ефективність застосування у дітей віком до 18 років та у людей старше 65 років не визначені).
- Застосування при вагітності та годуванні груддю. При вагітності не рекомендується (адекватні та строго контрольовані дослідження у жінок не проведено). Категорія дії на плід за FDA — C. Невідомо, чи проникає сибутрамін та його метаболіти у грудне молоко. У період грудного вигодовування застосування не рекомендується.

## Протипоказання
Сибутрамін протипоказаний пацієнтам, якщо у них є:
- Психічні стани, такі як нервова булімія, нервова анорексія, серйозна депресія або наявна манія
- Анамнез або схильність до зловживання наркотиками чи алкоголем
- Гіперчутливість до препарату або будь-якої з неактивних речовин
- Вік до 18 і старше 65 років[15]
- Лікування інгібітором МАО, антидепресантом або іншими центральноактивними препаратами, особливо іншими аноретиками
- Захворювання периферичних артерій в анамнезі
- Недостатньо контрольована артеріальна гіпертензія (наприклад, > 145/90 мм рт.ст.), обережність при контрольованій гіпертензії
- Легенева гіпертензія
- Пошкодження серцевих клапанів
- Ішемічна хвороба серця (наприклад, стенокардія, інфаркт міокарда в анамнезі), застійна серцева недостатність, тахікардія, оклюзійне захворювання периферичних артерій, аритмія[15]
- Інсульт або транзиторна ішемічна атака (ТІА)
- Гіпертиреоз (гіперфункція щитоподібної залози)
- Закритокутова глаукома
- Судомні розлади
- Збільшення передміхурової залози із затримкою сечі (відносне протипоказання)
- Феохромоцитома
- Вагітність і грудне годування (відносне протипоказання)

## Побічні ефекти
Збільшену кількость серцево-судинних захворювань спостерігали у людей, які приймали сибутрамін, порівняно з контрольною групою (11,4 % проти 10,0 %). У 2010 році FDA відзначило побоювання, що сибутрамін підвищує ризик серцевих нападів та інсультів у пацієнтів з серцево-судинними захворюваннями в анамнезі.
Частими побічними ефектами є: сухість у роті, парадоксально підвищений апетит, нудота, дивний смак у роті, розлад шлунка, запор, проблеми зі сном, запаморочення, сонливість, менструальні спазми/болі, головний біль, набряки або біль у суглобах/м'язах.
У огляді 2016 року було виявлено, що сибутрамін значно підвищує артеріальний тиск і частоту серцевих скорочень у деяких пацієнтів. У випадку застосування необхідний регулярний контроль артеріального тиску. В оновленому огляді 2021 року сибутрамін відсутній, оскільки препарат було вилучено з ринку.
Наступні побічні ефекти є нечастими, але серйозними та вимагають негайної медичної допомоги: серцеві аритмії, парестезії, зміни психіки/настрою (наприклад, збудження, неспокій, сплутаність свідомості, депресія, зрідка думки про самогубство).
Симптоми, які вимагають термінової медичної допомоги, це судоми, проблеми з сечовипусканням, аномальні синці або кровотечі, мелена, блювота, жовтяниця, лихоманка та озноб, біль у грудях, геміплегія, порушення зору, задишка та набряк .
В цей час випадків легеневої гіпертензії не зафіксовано.

## Взаємодії
Сибутрамін має кілька клінічно значущих взаємодій. Одночасне застосування з інгібіторами моноаміноксидази (ІМАО, як-то селегілін) протипоказано, оскільки це може підвищити ризик серотонінового синдрому — відносно рідкого, але дуже серйозного побічного ефекту. (Сибутрамін не слід приймати протягом двох тижнів після припинення інгібіторів МАО.) До такого ж ефекту може приводити одночасний прийом сибутраміну і певних ліків, що використовуються для лікування мігрені (як-то ерголіни, триптани), а також опіоїдів.
Одночасне застосування сибутраміну та препаратів, які пригнічують CYP3A4 (таких як кетоконазол та еритроміцин) може підвищити рівень сибутраміну в плазмі.
Сибутрамін не впливає на ефективність гормональної контрацепції.

## Фармакологія
Сибутрамін зазвичай використовується у формі гідрохлориду моногідрату .

### Фармакодинаміка
| З'єднання                | SERT     | NET       | DAT      |
| ------------------------ | -------- | --------- | -------- |
| Сибутрамін               | 298–2800 | 350–5,451 | 943–1200 |
| Дезметилсибутрамін       | 15       | 20        | 49       |
| (R)-Дезметилсибутрамін   | 44       | 4         | 12       |
| (S)-Дезметилсибутрамін   | 9200     | 870       | 180      |
| Дідесметилсибутрамін     | 20       | 15        | 45       |
| (R)-Дідесметилсибутрамін | 140      | 13        | 8.9      |
| (S)-Дідесметилсибутрамін | 4300     | 62        | 12       |
| Значення K i (нМ).       |          |           |          |

Сибутрамін є інгібітором зворотного захоплення серотоніну-норадреналіну (SNRI), який у людей знижує зворотне захоплення норадреналіну (на ~73 %), серотоніну (на ~54 %) і дофаміну (на ~16 %), таким чином підвищуючи рівень цих речовин у синаптичних щілинах і допомагає підвищити відчуття ситості за впливає на апетит, збільшує термогенез (внаслідок опосередкованої активації β3-адренорецепторів), впливає на буру жирову тканину. Старіші анорексичні засоби, такі як амфетамін і фенфлурамін, прискорюють вивільнення цих нейромедіаторів, а не впливають на їх зворотне захоплення.
Механізм дії сибутраміну подібний до трициклічних антидепресантів, і він продемонстрував антидепресивну дію на тваринних моделях депресії. Він був схвалений Управлінням з харчових продуктів і медикаментів США (FDA) у листопаді 1997 року для лікування ожиріння.
Повідомляється, що сибутрамін є проліками двох активних метаболітів, десметилсибутраміну (M1; BTS-54354) і дидесметилсибутраміну (M2; BTS-54505), з набагато більшою ефективністю як інгібітори зворотного захоплення моноамінів. Подальші дослідження показали, що (R)-енантіомери кожного метаболіту виявляють значно сильніший аноректичний ефект, ніж (S)-енантіомери.
На відміну від інших серотонінергічних пригнічувачів апетиту, таких як фенфлурамін, сибутрамін та його метаболіти мають лише низьку та, ймовірно, несуттєву спорідненість до рецептора 5-HT 2B.
Під час лікування спостерігається незначний підйом артеріального тиску у спокої (на 1-3 мм рт. ст.) та помірне почастішання пульсу (на 3-7 уд./хв), але в поодиноких випадках можливі більш виражені зміни. При одночасному застосуванні з інгібіторами мікросомального окиснення збільшується частота серцевих скорочень (на 2,5 уд.). /хв) і подовжується інтервал QT (на 9,5 мс).

### Фармакокінетика
Сибутрамін добре всмоктується зі шлунково-кишкового тракту (77 %), але піддається значному метаболізму першого проходження, що знижує його біодоступність. Сам препарат досягає максимального рівня в плазмі крові через 1 годину після прийому, а також має період напіввиведення 1 годину.
Сибутрамін метаболізується ізоферментом CYP3A4 цитохрому Р450 до двох фармакологічно активних первинних і вторинних амінів (так звані активні метаболіти 1 і 2, які значно перевершують сибутрамін за здатністю інгібувати зворотне захоплення серотоніну та норадреналіну) з періодом напіврозпаду 14 і 16 годин відповідно. Пікові концентрації активних метаболітів 1 і 2 у плазмі крові досягаються через три-чотири години. Одночасне споживання їжі знижує збільшує час досягнення максимальної концентрації на 3 години. Рівноважна концентрація активних метаболітів у крові досягається протягом 4 днів після початку лікування та приблизно в 2 рази перевищує плазмовий рівень після разової дози. У дослідженнях in vitro активні метаболіти блокують також зворотне захоплення дофаміну, але в 3 рази слабше, ніж 5-НТ та норадреналіну. Інгібує захоплення 5-НТ тромбоцитами та може змінювати функції тромбоцитів.
Наступний метаболічний шлях в основному призводить до двох неактивних кон'югованих і гідроксильованих метаболітів (так звані метаболіти 5 і 6). Метаболіти 5 і 6 в основному виводяться із сечею.

### Виявлення в рідинах організму
Сибутрамін і два його активні N-деметильовані метаболіти можна виміряти в біорідинах рідинною хроматографією — мас-спектрометрією. Рівні цих трьох видів у плазмі зазвичай знаходяться в діапазоні 1–10 мг/л у осіб, які проходять терапію препаратом. Вихідна сполука та норсибутрамін часто не виявляються в сечі, але динорсибутрамін зазвичай присутній у концентраціях >200 мг/л.

## Особливі вказівки
Застосування можливе лише у випадках, коли інші заходи, створені задля зниження маси тіла, малоефективні. Лікування має здійснюватися під контролем лікаря, який має досвід корекції ожиріння в рамках комплексної терапії (дієта, зміна навичок харчування та способу життя, підвищення фізичної активності). Період прийому повинен бути обмежений у часі.

## Передозування
Симптоми передозування: посилення вираженості побічних ефектів, найчастіше — тахікардія, підвищення артеріального тиску, головний біль та запаморочення. Лікування: прийом активованого вугілля, симптоматична терапія, моніторинг життєво важливих функцій, при підвищенні АТ та тахікардії — призначення β-адреноблокаторів.

## Нормативно-правове регулювання, 1997—2010 роки
Сибутрамін після розробки у 1988 році був класифікований у Сполучених Штатах як контрольована речовина Списку IV.
У 1997 році FDA США схвалила його для зниження ваги та підтримки втрати ваги у людей з ІМТ більше або рівним 30 кг/м2 або для людей з ІМТ ≥27 кг/м2, які мають інші серцево-судинні фактори ризику. Він продавався під різними торговими марками, включаючи Reductil, Meridia, Siredia та Sibutrex.
У 2002 році дослідження вивчали повідомлення про раптову смерть, серцеву недостатність, ниркову недостатність і проблеми зі шлунково-кишковим трактом. Незважаючи на петицію заснованої Ральфом Надером неурядової організації Public Citizen у 2002 році, FDA не робило жодних спроб вилучити препарат, але брало участь у слуханнях у Сенаті в 2005 році. Подібним чином у 2004 році Девід Грем, «інформатор» FDA, свідчив перед фінансовим комітетом Сенату, що сибутрамін може бути більш небезпечним, ніж захворювання, для яких він використовується.
Між січнем 2003 року та листопадом 2005 року було проведено велике рандомізоване контрольоване дослідження «Серцево-судинні результати застосування сибутраміну» (SCOUT) за участю 10 742 пацієнтів, яке перевіряло, чи знижує сибутрамін, який приймали в рамках програми контролю ваги, ризик серцево-судинних ускладнень у людей із високим ризиком серцевих захворювань та дійшли висновку, що використання сибутрамін може підвищувати ризик нефатального ІМ, нефатальної ЦВА, зупинки серця та смерті від серцево-судинного нападу.
21 січня 2010 року Європейське агентство з лікарських засобів рекомендувало призупинити ліцензію на продаж сибутраміну на основі результатів дослідження SCOUT.
У квітні 2010 року Девід Хаслам (голова Національного форуму з питань ожиріння) заявив у статті, що не погоджується з ожирінням, «Сибутрамін: пішов, але не забутий», що дослідження SCOUT мало недоліки, оскільки охоплювало лише пацієнтів із високим ризиком і не розглядало пацієнтів із ожирінням, які не мали серцево-судинних ускладнень або подібних протипоказань.
У серпні 2010 року FDA додало нове протипоказання для пацієнтів старше 65 років, оскільки клінічні дослідження сибутраміну не включали достатньої кількості таких пацієнтів.
8 жовтня 2010 року FDA рекомендувало не продовжувати призначення через непотрібні серцево-судинні ризики для пацієнтів, попросивши Abbott Laboratories добровільно згорнути продаж. Того ж дня Abbott оголосив про вилучення сибутраміну з ринку США, посилаючись на занепокоєння щодо мінімальної ефективності в поєднанні з підвищеним ризиком несприятливих серцево-судинних подій.

## Підроблені засоби для схуднення, 2008рік і по теперішній час
22 грудня 2008 року Управління з контролю за якістю харчових продуктів і медикаментів Сполучених Штатів попередило споживачів про 27 різних продуктів, що продаються як «дієтичні добавки» для схуднення, які незаконно містять нерозголошену кількість сибутраміну. У березні 2009 року Дітер Мюллер зі співавторами опублікував дослідження випадків виявлення сибутраміну в китайських «трав'яних біодобавках», які продаються в Європі і містять у два рази більшу дозу, ніж легально ліцензований препарат.
Ще 34 продукти були відкликані FDA 22 квітня 2009 року, що ще більше підкреслило ризики, пов'язані з нерегульованими «травними добавками» для нічого не підозрюючих людей. Це занепокоєння особливо стосується тих, хто має захворювання, несумісні з незаявленими фармацевтичними домішками. У січні 2010 року подібне попередження було видано щодо підроблених версій безрецептурних препаратів для схуднення, що продаються через Інтернет. Замість активного інгредієнта орлістату підроблені препарати містять сибутрамін, причому в концентраціях, які щонайменше вдвічі перевищують рекомендовану для схуднення.
У березні 2010 року Міністерство охорони здоров'я Канади повідомило громадськість, що на ринку було виявлено незаконну «Herbal Diet Natural», яка містить сибутрамін, який є рецептурним препаратом у Канаді, без зазначення сибутраміну як інгредієнта. У жовтні 2010 року FDA сповістило споживачів про те, що «капсули для схуднення Slimming Beauty Bitter Orange містять активний фармацевтичний інгредієнт сибутрамін, ліки, що відпускаються лише за рецептом і є стимулятором. Сибутрамін не вказано на етикетці продукту.»
У жовтні 2010 року MHRA у Великій Британії видало попередження щодо «чаю Payouji» та «Pai You Guo Slim Capsules», які містять незаявлену кількість сибутраміну.
30 грудня 2010 року FDA випустило попередження щодо дієтичних продуктів «Fruta Planta», які містять незаявлену кількість сибутраміну. У відкликанні зазначено, що «БЕЗПЕЧНОЇ формули на ринку США НЕ існує, і що всі версії Fruta Planta містять сибутрамін. Усі версії НЕБЕЗПЕЧНІ, і їх не можна купувати з будь-якого джерела».
У 2011 році було виявлено, що деякі нелегальні продукти для схуднення, імпортовані в Ірландію, містять сибутрамін. У 2012 році подібне занепокоєння було висловлено в Австралії, де було виявлено, що незаконно імпортовані харчові добавки містять сибутрамін, що призвело до попередження громадськості від Австралійського управління терапевтичних товарів .
У жовтні 2011 року FDA попередило, що 20 брендів дієтичних добавок містять сибутрамін.
У дослідженні 2018 року FDA виявило синтетичні добавки, включаючи сибутрамін, у понад 700 дієтичних добавках, які продаються як «природні», «традиційні» або «лікарські засоби на травах».

## Легальний статус в Україні
Згідно з наказом МОЗ України № 334 від 15.04.2010 року, лікарських засобів, що містять діючу речовину сибутрамін, були тимчасово заборонено до застосування на території України.
Відповідно до постанови КМУ № 373 від 31.05.2010 року, сибутрамін було внесено у список психотропних речовин, обіг яких обмежено. Постанова набула чинности 4 червня 2010 року. З цього часу препарати з сибутраміном підпадають під дію закону «Про обіг в Україні наркотичних засобів, психотропних речовин, їх аналогів і прекурсорів» і операції з ними можливі лише на підставі відповідної ліцензії